# Forma discursiva
A partir de la formulación de una “forma discursiva” en términos de su materialidad y su función comunicativa, se abre una propuesta para analizar lo que se entiende por “documento”1 cuando se trata de escribir historia”. Tal categoría, propuesta por Perla Chinchilla Pawling, se ha puesto a prueba en un estudio de caso, en el Lexicón de formas discursivas cultivadas por la Compañía de Jesús, publicado en 2018 en donde un grupo amplio de investigadores catalogaron 58 entradas de las formas discursivas empleadas por la Compañía de Jesús entre 1540 y 1900. Esta primera recopilación preludia un ejercicio más ambicioso para explorar dentro de la misma Compañía y también fuera de ella. Partiendo de la cultura del impreso, en la que se inscribe inicialmente la categoría, la idea es poder llegar a ponerla a prueba en el espacio digital. Es indispensable no confundir la noción de M. Foucault de "formación discursiva" o incluso la de “forma discursiva” planteadas en la "Arqueología del saber" con esta concepción de una "forma discursiva", identificada más bien con las propuesta de Niklas Luhmann. Se trata fundamentalmente de una propuesta metodológica que ha sido presentada en diversos foros, y que se registra en otros textos desde 2016.

## Antecedentes
La discusión de la que parte Chinchilla Pawling procede de tres aproximaciones fundamentalmente: el trabajo sobre las “forma discursivas” sermón e historia, a partir de la Retórica[1] como aproximación epistemológica en el tránsito de la “cultura de la oralidad” a la “cultura del impreso”;  la historia del libro, tal como la ha cultivado Roger Chartier y la Teoría de Sistemas de Niklas Luhmann, sobre todo en cuanto a su propuesta sobre la interacción comunicativa y su propuesta sobre la “forma escritura”. La propuesta pretende establecer una relación con el documento impreso y su recepción enfocando fundamentalmente su materialidad. 

## Definición
La determinación de lo que ha de considerarse un "documento" es fundamental metodológicamente para proceder a escribir la historia. La noción de "género" como explica Chinchilla Pawling, tomada desde la literatura, es insuficiente para abordar la compleja red de formas que, partiendo de una materialidad (manuscrita, impresa, videograbada, o de otro tipo), pueden registrarse a lo largo de ya más de 500 años de la cultura del impreso, yuxtapuesta  ahora a la emergente cultura digital. Chinchilla afirma: 

"Así, …una forma discursiva sería el artefacto compuesto por una semántica condensada en un discurso verbal y por una materialidad, cuyo conjunto denota una regularidad que permite una distinción específica en el contexto de múltiples campos culturales. En otros términos, cada forma ha de cumplir una función “selectiva” de contenidos que le permite guiar las expectativas del que se aproxima a su lectura.”    